# Араухо, Серхио Эсекьель
Се́рхио Эсекье́ль Арау́хо (исп. Sergio Ezequiel Araujo; род. 28 января 1992[…], Неукен) — аргентинский футболист, нападающий клуба «Серро Портеньо».

## Клубная карьера
Серхио — воспитанник «Бока Хуниорс». 14 декабря 2009 года в матче с «Банфилдом» он дебютировал за клуб. Свой первый гол Серхио забил 21 ноября 2010 года в матче с «Арсеналом». В сезоне 2011/12 форвард стал чаще появляться на поле и своей игрой обратил на себя внимание двух испанских суперклубов — «Барселоны» и «Реала». 19 июля 2012 года «Барселона» взяла игрока в аренду с функцией выкупа сроком на два сезона.

## Карьера в сборной
В апреле-мае 2009 года Серхио принял участие на чемпионате Южной Америки для 17-летних, где в пяти встречах забил три гола, а сборная Аргентины стала серебряным призёром. В том же году он принял участие в юношеском чемпионате мира. В первых двух играх, с Гондурасом и Германией, форвард забил важные голы. Забил он и в матче 1/8 финала с Колумбией, однако в этой встрече Аргентина потерпела поражение и покинула турнир.
В составе молодёжной сборной Аргентины принимал участие в Панамериканских играх-2011 и забил один гол, сравняв счёт в матче против бразильцев.

## Достижения
- Чемпион Аргентины: Апертура 2011

- Чемпион Греции: 2017/2018, 2022/2023